# Claude Joseph Rouget de Lisle

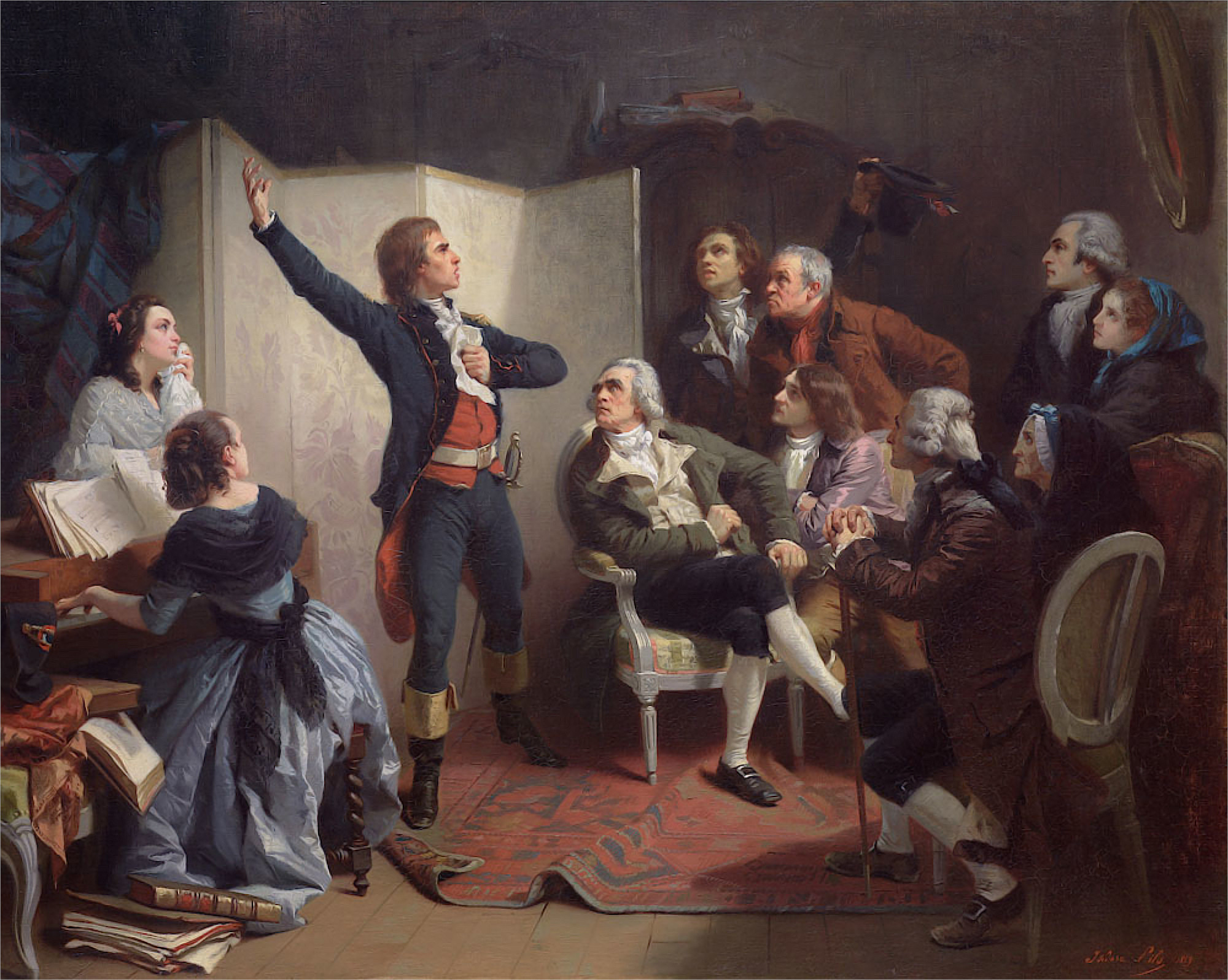
Claude Joseph Rouget de Lisle wykonuje „Marsyliankę”.

Claude Joseph Rouget de Lisle (albo Rouget de l’Isle) (ur. 10 maja 1760 w Lons-le-Saunier, zm. 26 czerwca 1836 w Choisy-le-Roi) – kapitan i inżynier wojskowy, rojalista; autor pieśni, poeta i pisarz, autor Marsylianki.

## Życiorys
Na prośbę Philippe’a-Frédérica de Dietricha, mera Strasburga, napisał wojenną pieśń Chant de guerre pour l’armée du Rhin dla Armii Renu 25 kwietnia 1792. Pieśń ta śpiewana przez bataliony Marsylii podczas marszu na Paryż w lipcu 1792, bardzo szybko stała się Marsylianką. Hymnem narodowym Francji stała się 14 marca 1879.
Ze względu na swe rojalistyczne poglądy więziony w latach 1793-1794; później brał udział w walkach w Wandei, gdzie służył pod rozkazami pacyfikującego powstanie generała Lazare'a Hoche’a. W roku 1796 zdymisjonowany.
Rouget de Lisle napisał jeszcze kilka pieśni podobnych do Marsylianki, a w roku 1825 opublikował Chants français (Pieśni Francuskie), gdzie spisał około pięćdziesiąt utworów różnych autorów. Jego książeczka Essais en vers et en prose (Eseje wierszem i prozą) (1797) zawierała tekst i nuty Marsylianki, sentymentalne opowiadanie Adelaide et Monville i kilka przypadkowo dobranych wierszy.
Zmarł w nędzy w Choisy-le-Roi, w regionie Île-de-France. Jego prochy zostały przeniesione z cmentarza w Choisy-le-Roi do kościoła Inwalidów w Paryżu 14 lipca 1915 roku, w czasie I wojny światowej. W Lons-Le-Saunier wzniesiono upamiętniający go pomnik.